# Diocèse d'Aguascalientes
Le diocèse d'Aguascalientes (en latin : Dioecesis Aguas Calientes ; en espagnol : Diócesis de Aguascalientes) est un diocèse de l'Église catholique du Mexique, suffragant de l'archidiocèse de Guadalajara.

## Territoire

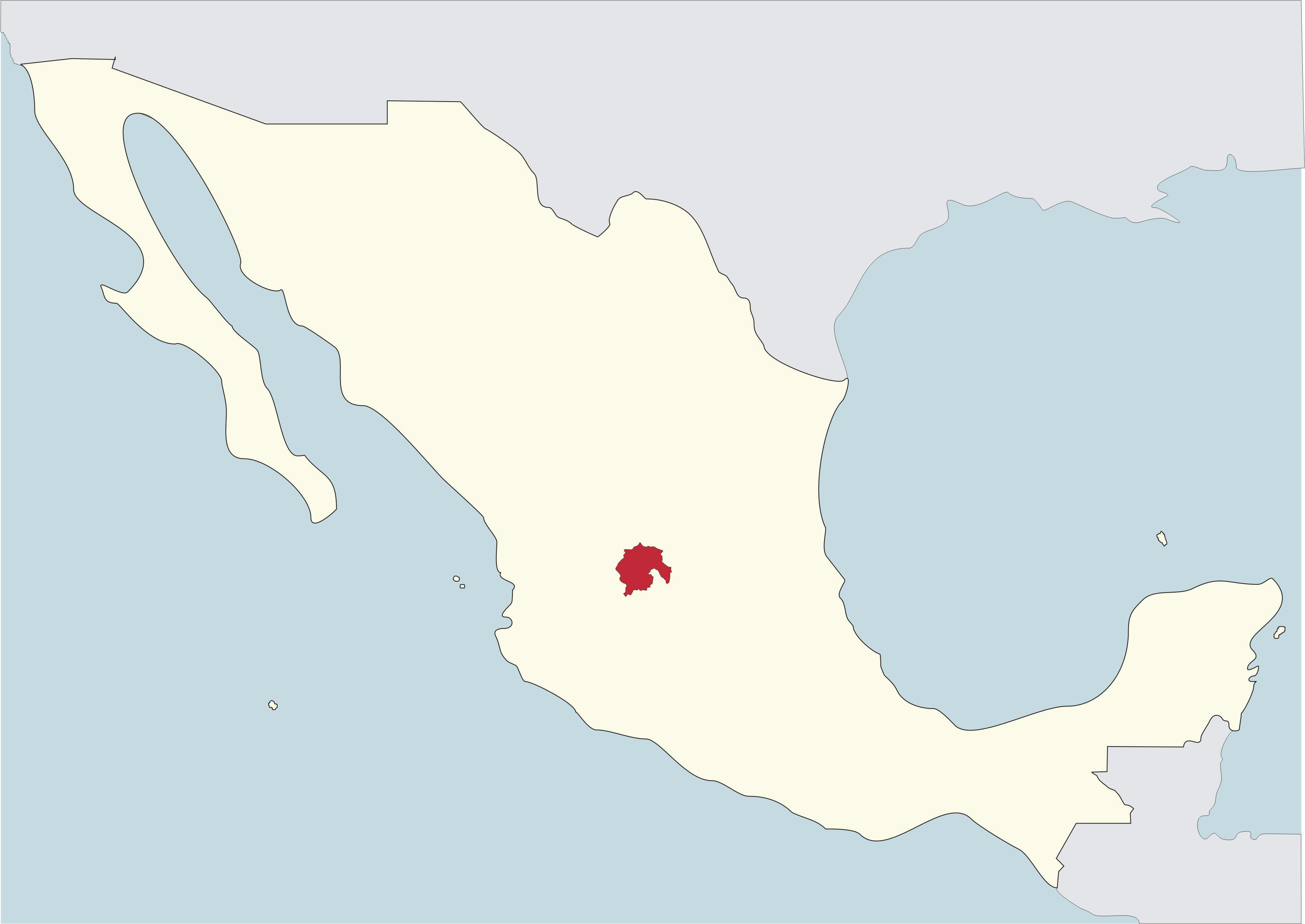
Diocèse d'Aguascalientes en rouge sur la carte du Mexique

Il comprend l'ensemble de l'État d'Aguascalientes. Il gère les municipalités d'Ojuelos et Villa Hidalgo, ainsi qu'une partie des communes de Teocaltiche, Encarnación de Díaz et Lagos de Moreno de l'État de Jalisco. Il a aussi sous sa juridiction une partie des communes de Loreto, Villa García et Pinos de l'État de Zacatecas.
Il possède un territoire d'une superficie de 11 038 km2 divisé en 125 paroisses. Le siège épiscopal est la ville d'Aguascalientes où se trouve la cathédrale-basilique de Notre-Dame de l'Assomption (es).

## Historique
Le diocèse est érigé le 27 août 1899 par le décret Apostolica Sedes de la congrégation pour les évêques en prenant une partie du territoire de l'archidiocèse de Guadalajara dont Aguascalientes devient suffragant,.

## Évêques
- - Sede vacante (1899-1902)
- José María de Jesús Portugal y Serratos, O.F.M (30 mai 1902 - 27 novembre 1912)
- Ignacio Valdespino y Díaz (10 janvier 1913 - 11 mai 1928)
- José de Jesús López y González (20 septembre 1929 - 11 novembre 1950)
- Salvador Quezada Limón (20 octobre 1951 - 28 janvier 1984)
- Rafael Muñoz Núñez (1er juin 1984 - 18 mai 1998)
- Ramón Godínez Flores (18 mai 1998 - 20 avril 2007)
- José María De la Torre Martín (31 janvier 2008 - 14 décembre 2020)
- Juan Espinoza Jiménez depuis le 23 décembre 2021